# Franklin Delano Roosevelt Memorial
Le Franklin Delano Roosevelt Memorial est un monument présidentiel dédié à la mémoire du président américain Franklin Delano Roosevelt et à la période qu'il a eu à gérer. Il est situé dans la capitale américaine Washington D.C., non loin du Jefferson Memorial, dans le West Potomac Park. Les plans furent dessinés par l'architecte Lawrence Halprin.
Inauguré en mai 1997, il se situe en plein air, couvrant une superficie de 30 000 m2, retraçant 12 ans de l'histoire des États-Unis à travers quatre salles, une pour chaque mandat présidentiel de Roosevelt. Des sculptures inspirés de photographies décrivent le président avec son chien Fala. D'autres sculptures rappellent la Grande Dépression. On peut également lire des extraits des discours de Roosevelt. Une statue de bronze de la First Lady Eleanor Roosevelt debout devant l'emblème des Nations unies honore son dévouement à cette organisation.
Le site est géré par le National Park Service.

### Photographies

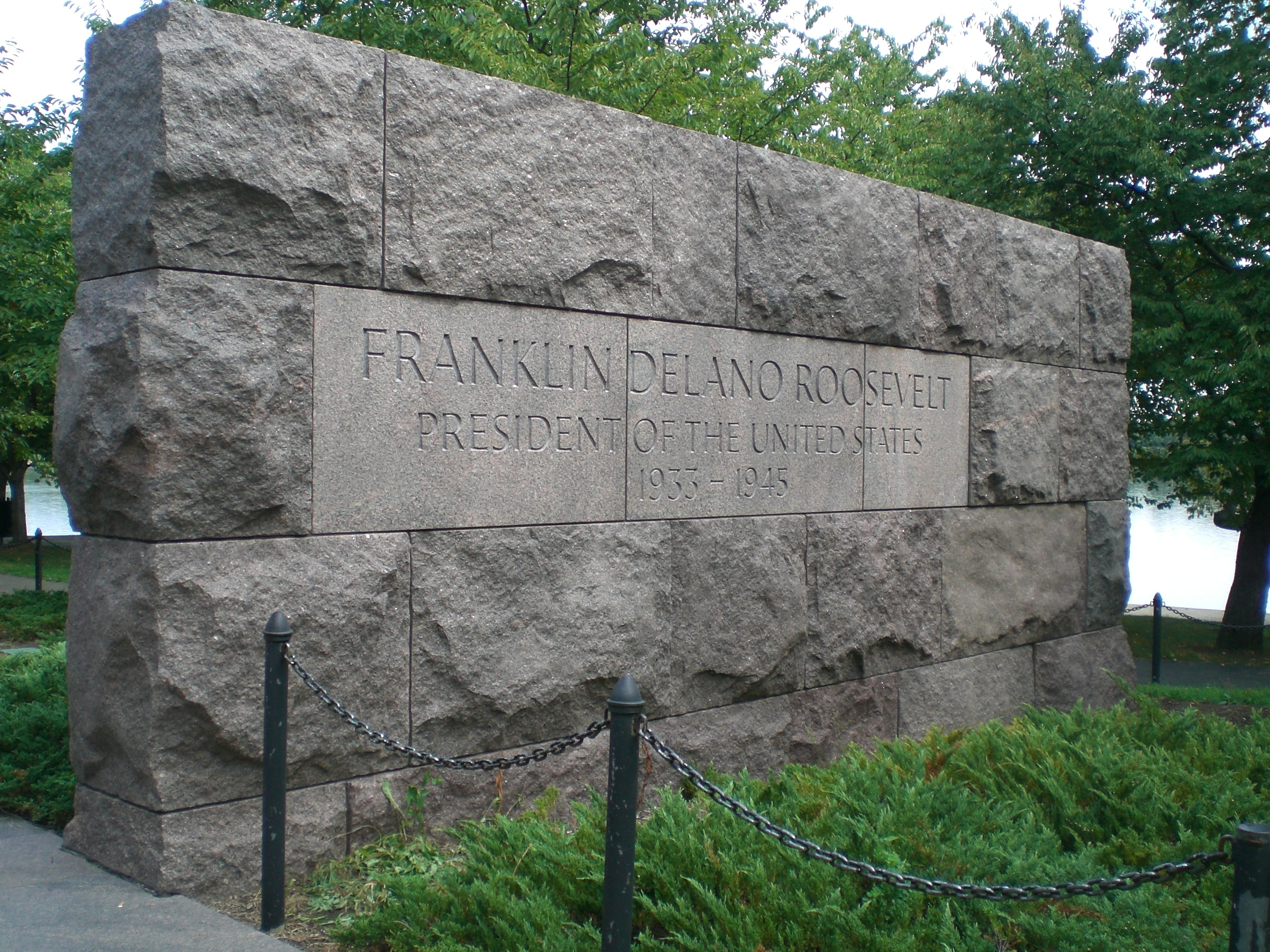
Entrée du mémorial
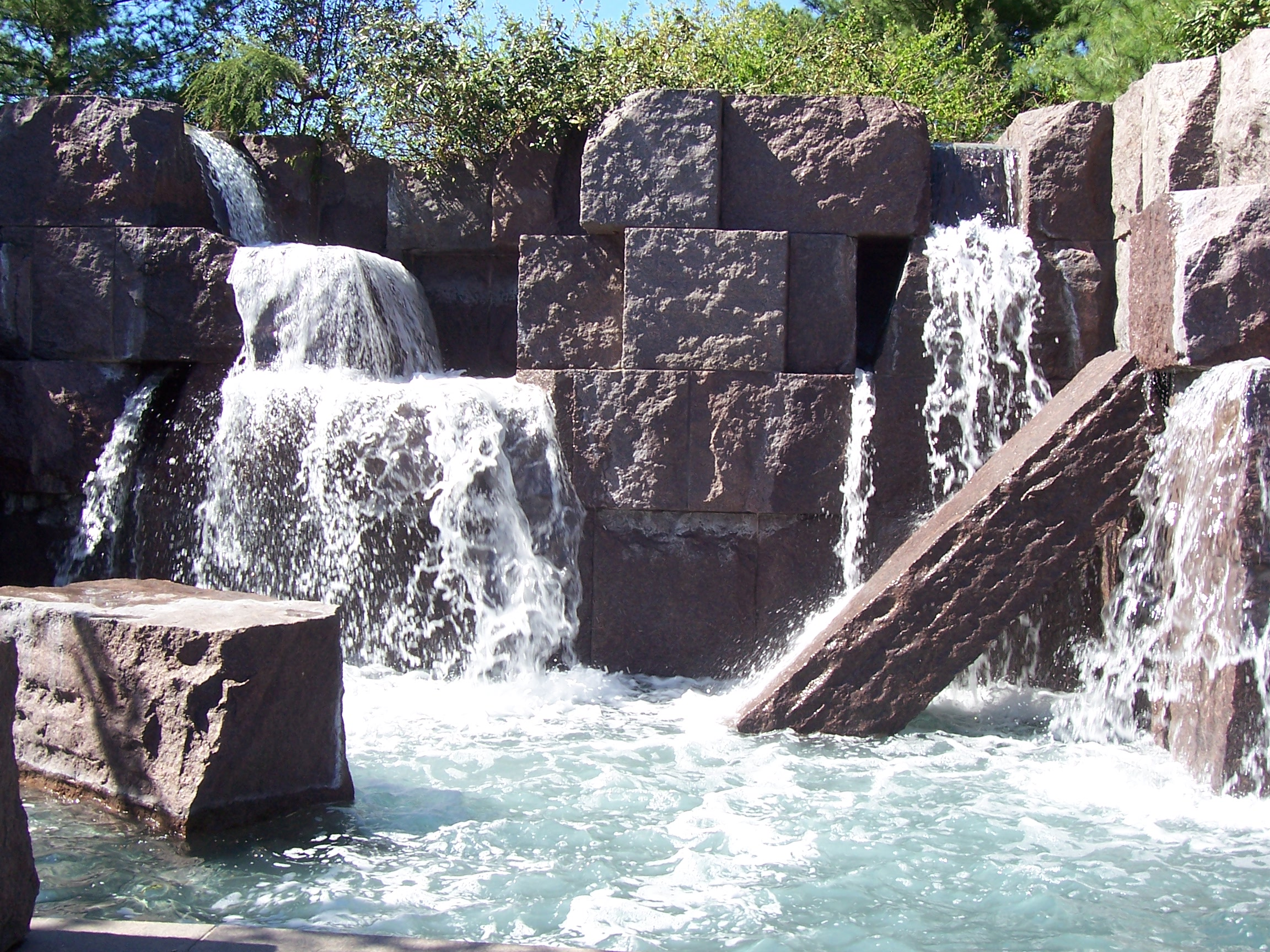
Chutes d'eau
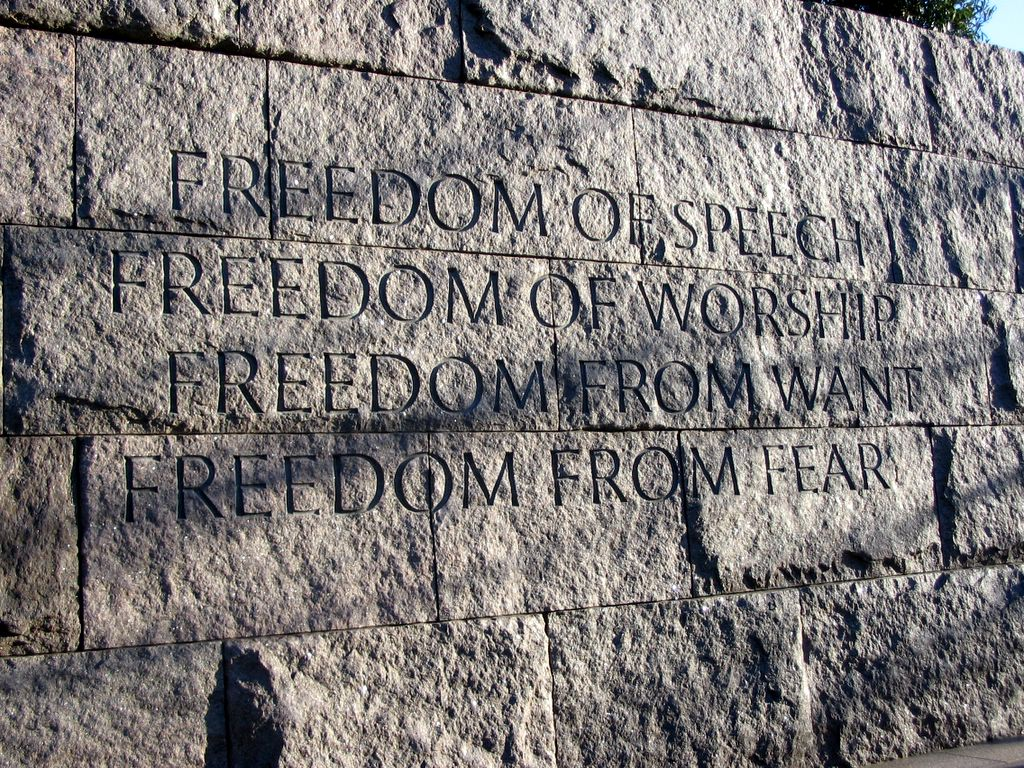